# هاينريش بوسينغ
هاينريش بوسينغ (بالألمانية: Heinrich Büssing) (ولد في 29 يونيو 1843 في نوردستيمكه [الألمانية]، فولفسبورج؛ توفي في 27 أكتوبر 1929 في براونشفايغ) هو مخترع ورجل أعمال ألماني. كان رائدا في صناعة الشاحنات والحافلات. امتلك ما يقرب من 250 براءة اختراع وأسس بنجاح العديد من الشركات، بما في ذلك ما أصبح فيما بعد بوسينغ.